# Stanislaus von Radkiewicz
Stanislaus von Radkiewicz (* vor 1843; † nach 1870) war ein Rittergutsbesitzer und Politiker der polnischen Bevölkerungsgruppe in der preußischen Provinz Westpreußen.

## Leben
Stanislaus von Radkiewicz war ein Rittergutsbesitzer in Briesen (Westpreußen) im Regierungsbezirk Marienwerder. Von 1867 bis 1871 war er Abgeordneter des Wahlkreises Marienwerder 6 (Konitz) im Reichstag des Norddeutschen Bundes. Hierdurch war er seit 1868 auch Mitglied des Zollparlaments. Er gehörte der Polnischen Fraktion an und war deren Vorsitzender.